# Svitlana Loboda
Svitlana Sergiyvna Loboda (Oekraïens: Світлана Сергіївна Лобода) (Kiev, 18 oktober 1982) is een Oekraïense zangeres en componist. Zij vertegenwoordigde Oekraïne tijdens het Eurovisiesongfestival 2009 in Moskou, Rusland met het nummer Be my Valentine.

## Biografie
Loboda bleek al jong over muzikale talenten te beschikken en ging naar een speciale muziekschool. In 2003 speelde ze een rol in de musical The Equator. Later in dat jaar richtte zij een nieuwe band (Catch) op. In 2004 werd Svetlana uitgekozen voor de band VIA Gra , die ze echter al binnen één jaar verliet.
Ze startte eind 2004 een solocarrière en begon een eigen muziekbedrijf samen met Alexander Shyrkov. Haar debuutalbum kwam uit in november 2005 en heette Ty Ne Zabudesh (Je zal het niet vergeten).

### Eurovisiesongfestival
In 2009 werd haar lied Be my Valentine (Wees mijn Valentijn) in Oekraïne verkozen om het land te vertegenwoordigen tijdens het Eurovisiesongfestival. In de tweede halve finale behaalde ze voldoende punten om door te gaan naar de finale. In de finale werd ze twaalfde met 76 punten.
2003: Oleksandr Ponomarjov · 
2004: Ruslana · 
2005: GreenJolly · 
2006: Tina Karol · 
2007: Vjerka Serdjoetsjka · 
2008: Ani Lorak · 
2009: Svitlana Loboda · 
2010: Alyosha · 
2011: Mika Newton · 
2012: Gaitana · 
2013: Zlata Ohnevytsj · 
2014: Maria Jaremtsjoek · 
2016: Jamala · 
2017: O.Torvald · 
2018: Mélovin · 
2021: Go_A · 
2022: Kalush Orchestra · 
2023: Tvorchi · 
2024: Alyona Alyona & Jerry Heil · 
2025: Ziferblat
- Bibsys: 10049698
- International Standard Name Identifier: 0000 0003 7237 1620
- Nationale Bibliotheek van Letland: 000342988
- MusicBrainz: 8544e819-41a1-47ce-8c78-d8c44ec099e4